# Марай (приток Синары)
Марай — река в Катайском районе Курганской области России, правый приток реки Синары.
Река Марай впадает в реку Синару северо-восточнее деревни Марай. Имеет правый приток Логулиха.
Замерзает река в начале ноября. Устойчивый ледостав сохраняется 135—176 суток. Вскрывается река в конце марта — начале апреля.